# Ilidio de Clermont
San Ilidio (Illidius, Illydiusz, Hillidius, Allyre, Allyr) fue el cuarto obispo de Clermont (Auvernia), según San Gregorio de Tours. Su nombre podría tener como origen el río Allier, pues el santo nació en sus riberas y allí comenzó también su veneración. La vida de San Ilidio fue escrita por san Gregorio de Tours siguiendo la tradición de la Iglesia de Clermont.
San Ilidio asumió su episcopado a continuación de San Leogontius, hacia el año 370. Su reputación de santidad se extendió hasta la capital de Tréveris, a orillas del río Mosela.
Magno Clemente Máximo --quien usurpaba la corona del Imperio Romano de Occidente desde que sus soldados asesinaran a Graciano el Joven-- tenía una hija poseída por el demonio, algo humanamente incurable. Máximo recurrió entonces al mejor taumaturgo de Auvernia, quien, confesándose incapaz de curarla, lo remitió a Ilidio; entonces éste fue solicitado, llegó, actuó y venció: con simplemente poner un dedo en la boca de la joven, ella sintió inmediatamente la curación. El emperador, agradecido y sorprendido, le ofreció una gran cantidad de dinero, pero Ilidio la rechazó. Simplemente pidió que el acostumbrado tributo de vino y trigo otorgado a la Iglesia - hasta entonces pagado en especies - fuera convertido en dinero efectivo. Ilidio regresaba a su casa cuando fue sorprendido por la muerte. Debía ser el año de 384, puesto que en el Concilio de 385 Clermont ya tenía como obispo a Népotien. 
Dos siglos después de su muerte, la veneración a San Ilidio permanecía tan viva como desde sus mismos comienzos en Clermont - en tiempos de san Gregorio de Tours -, quien ya entonces decía: 

"sus milagros son innumerables; tantos, que no todos pueden ser registrados".
Gregorio de Tours

 Muchos de ellos ocurrieron en el lugar de la tumba del santo, situada en la cripta de Santa María de los Santos, la cual después se convirtió en la Basílica de San Ilidio.
Cuando Gregorio se convierte en obispo, le dedica un oratorio que aún guarda sus reliquias. Los normandos quemaron la Basílica de San Ilidio en el 865, la cual fue posteriormente reedificada en el siglo X y asignada como monasterio benedictino. Hacia el año 916, un monje publicó una nueva biografía del santo, atribuyéndole aún más milagros.